# Banater Deutsche Kulturhefte
Banater Deutsche Kulturhefte (în română Caiete culturale germane bănățene) a fost o publicație literară în limba germană a șvabilor bănățeni, care a apărut la Timișoara în perioada 1927-1931.
Obictivul său declarat era de Organ für landesgeschichtliche Forschungen (organ pentru studierea istoriei locale). 
Era prezentă ca Vierteljahrschrift für geistiges und kulturelles Leben der Banater Deutschen (publicație trimestrială pentru viața spirituală și culturală a germanilor din Banat)  și era editată de Banater deutscher Kulturverein (Asociația culturală germană din Banat).
Revista s-a ocupat, incidental, și de literatura română, dar a publicat rar traduceri. 
Au fost tratate subicte privind germanii, ca de exemplu:
- Kisch, Gustav: Das Banat im Spiegel seiner Ortsnamen (Banatul în oglinda toponimelor sale) [1928] [6]
- Hagel, Hans: Überreste des germanischen Heidentums in unserem Volksleben (Reminescențe ale păgânismului germanic în viața noastră socială). nr. 3 [1929] [7]
- Hagel, Hans: Kulturgeschichtliches in unserer Mundart (Elemente de istorie culturală în dialectul nostru) nr. 3 [1929][7]
- Milleker, Felix: Die zweite, organisierte deutsche Kolonisation des Banats unter Maria Theresia : 1763-1773.(A doua colonizare, organizată, a Banatului sub Maria Theresia : 1763-1773) nr. 4 [1930] [7]
- Hagel, Hans: Zur Charakteristik der Mundart von Werschatz (Despre caracteristicile dialectului din Vârșeț) nr. 4 [1930] [7]
- Milleker, Felix: Die deutschen Bewohner von Deutsch-Werschetz im Jahre 1729 (Locutorii germani ai localității Vârșeț în anul 1729) publicat în nr. 4 [1930] [8]
- Nikolaus Hans Hockl: Die Herkunftsfrage der ersten Ansiedler Traunaus (Problema originii primilor coloniști stabiliți la Aluniș), [1931] [9]